# Меркуря-Ниражулуй
Меркуря-Ниражулуй (рум. Miercurea Nirajului, венг. Nyárádszereda) — город в Румынии в составе жудеца Муреш.

## История
Упоминается в документах ещё в 1493 году под названием Зереда. В начале XVII века эти места были опустошены войсками под командованием Джорджо Баста. 21 февраля 1605 года Иштван Бочкаи был провозглашён здесь князем Трансильвании.
Долгое время населённый пункт был центром административной единицы Венгерского королевства, но с XVIII века власти переехали в Тыргу-Муреш, и населённый пункт стал обычной деревней.
В 2003 году коммуна Меркуря-Ниражулуй получила статус города.